# Cladonia ecmocyna
Cladonia ecmocyna Leight., 1866 è una specie di lichene appartenente al genere Cladonia, dell'ordine Lecanorales.

## Caratteristiche fisiche
Il sistema di riproduzione è principalmente sessuale. Il fotobionte è principalmente un'alga verde delle Trentepohlia, di preferenza una Trebouxia.

## Habitat
Questa specie si adatta soprattutto a climi montani di tipo boreale a subartico di tipo subalpino, tanto da poter essere considerato un lichene circumpolare. Rinvenuta su suoli organici in mezzo a briofite, in depressioni del terreno con ancora un po' di neve, proprio nelle zone alpine italiane. Predilige un pH del substrato da molto acido a valori intermedi fra molto acido e subneutro puro. Il bisogno di umidità spazia da igrofitico a mesofitico.

## Località di ritrovamento
La specie è stata rinvenuta nelle seguenti località:
- Canada (Yukon, Alberta, Manitoba, Terranova, Québec (provincia), Ontario, Nunavut, Labrador, Columbia Britannica, Nuova Scozia);
- USA (Colorado, Nuovo Messico, Idaho, Alaska, Montana, Oregon, Washington, Maine, Michigan, Virginia Occidentale);
- Austria (Stiria);
- Spagna (Castiglia e León);
- Germania (Salisburgo);
- Australia (Nuovo Galles del Sud);
- Cina (Xinjiang);
- Andorra, Finlandia, Groenlandia, Guyana, Islanda, Isole Svalbard, Mongolia, Norvegia, Polonia, Romania, Svezia.

In Italia questa specie di Cladonia è estremamente rara: 
- Trentino-Alto Adige, estremamente rara nelle zone montuose, assente altrove
- Val d'Aosta, estremamente rara nelle zone montuose, assente altrove
- Piemonte, non è stata rinvenuta
- Lombardia, estremamente rara nelle zone alpine e di confine col Trentino; non rinvenuta altrove
- Veneto, estremamente rara nelle zone alpine e di confine col Trentino; non rinvenuta altrove
- Friuli, estremamente rara, rinvenuta solo in poche località al confine settentrionale col Veneto
- Emilia-Romagna, non è stata rinvenuta
- Liguria, non è stata rinvenuta
- Toscana, non è stata rinvenuta
- Umbria, non è stata rinvenuta
- Marche, non è stata rinvenuta
- Lazio, non è stata rinvenuta
- Abruzzi, non è stata rinvenuta
- Molise, non è stata rinvenuta
- Campania, non è stata rinvenuta
- Puglia, non è stata rinvenuta
- Basilicata, non è stata rinvenuta
- Calabria, non è stata rinvenuta
- Sicilia, non è stata rinvenuta
- Sardegna, non è stata rinvenuta.[1]

## Tassonomia
Questa specie è attribuita alla sezione Cladonia; a tutto il 2008 sono state identificate le seguenti forme, sottospecie e varietà:
- Cladonia ecmocyna f. ecmocyna Leight. (1866).
- Cladonia ecmocyna f. foveata Å.E. Dahl (1950).
- Cladonia ecmocyna f. intermedia (Robbins) J.W. Thomson (1968).
- Cladonia ecmocyna f. nigripes Nyl.
- Cladonia ecmocyna subsp. ecmocyna Leight. (1866).
- Cladonia ecmocyna subsp. intermedia (Robbins) Ahti (1980).
- Cladonia ecmocyna subsp. occidentalis Brodo & Ahti (1996).
- Cladonia ecmocyna var. ecmocyna Leight. (1866).
- Cladonia ecmocyna var. intermedia (Robbins) A. Evans (1952).
- Cladonia ecmocyna var. nigripes (Nyl.) A. Evans (1952).